# Academia Coșmarurilor
Academia Coșmarurilor este un roman fantasy scris de autorul american Dean Lorey și publicat în România în anul 2009, la editura Corint Junior. Prezintă povestea unui băiat, Charlie Benjamin, și a prietenilor săi Theodore Dagget și Violet Sweet. Povestea se axează pe lupta dintre monștrii din Adâncuri și lumea noastră.